# Линза Люнеберга

Ход лучей в сечении линзы Люнеберга. Градации голубого иллюстрируют зависимость показателя преломления

Линза Люнеберга — линза, в которой показатель преломления не является постоянным, а изменяется по некоторому закону в зависимости от расстояния от центра в сферических или от оси в цилиндрических линзах. Обычно закон изменения показателя преломления подбирается таким образом, чтобы при прохождении линзы параллельные лучи фокусировались в одной точке на поверхности линзы, а испущенные точечным источником на поверхности — формировали параллельный пучок.
Подобная конструкция линз была впервые предложена немецким/американским математиком Рудольфом Люнебергом.

## ЭПР линзы Люнеберга
Линза Люнеберга, частично покрытая токопроводящим материалом, обладает огромной (относительно истинных размеров) эффективной площадью рассеяния в широких углах облучения. Максимальная достижимая ЭПР сферической линзы Люнеберга определяется как
{\displaystyle \sigma _{\text{max}}={\frac {4\pi ^{3}a^{4}}{\lambda ^{2}}},}
где {\displaystyle a} — радиус линзы, а {\displaystyle \lambda } — длина волны.

## Применение
Линзы Люнеберга широко используются в СВЧ-технике. Одним из таких использований является создание сильно отражающих радиоволны объектов. В частности, линзы Люнеберга используются в ракетах-мишенях для имитации эффективной площади рассеяния реальных целей с бо́льшими размерами (например, боевых самолётов).
Использованию подобных линз в оптической технике препятствуют технические сложности изготовления линз с переменным показателем преломления, что определяет их высокую стоимость. Иногда для упрощения технологии производства подобные линзы собирают из дискретных элементов — небольших кубиков с различными показателями преломления.

### Применение в радиолокации

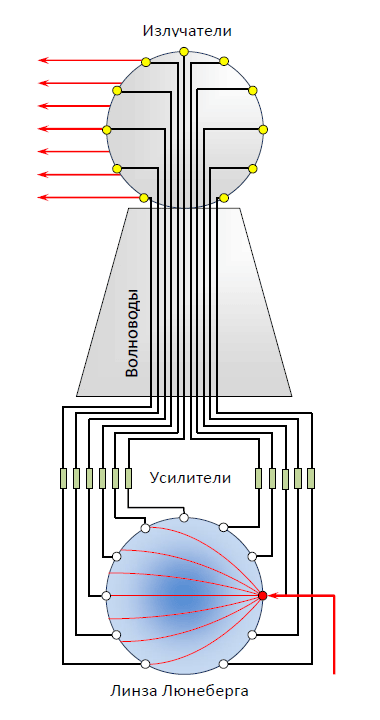
Применение линзы Люнеберга в качестве формирователя луча ФАР

Линза Люнеберга долгое время оставалась не более чем математическим курьёзом, пока в начале 1960-х годов не была использована в качестве формирователя луча в американском радаре AN/SPG-59.
Радар AN/SPG-59 был одним из первых в мире радаров с фазированной антенной решёткой (ФАР). В отличие от современных радаров с ФАР, где пространственная картина луча формируется с помощью управляемых фазовращателей, в радаре AN/SPG-59 использовалась линза Люнеберга, расположенная в надстройке корабля. Выбор этой технологии был обусловлен отсутствием в 1960-х годах компактных и надёжных фазовращателей C-диапазона.
На поверхности линзы располагалось несколько тысяч приёмных и передающих элементов. Когда один из передающих элементов формировал на поверхности линзы сферическую радиоволну, линза преобразовывала её в волну с плоскопараллельными фронтами, фазовая картина которой снималась приёмными элементами и транслировалась на сферический излучатель, расположенный на вершине колоколообразной надстройки. Таким образом, сферический излучатель формировал в пространстве луч, направление которого соответствовало положению на линзе излучающего элемента.
Отражённая волна принималась тремя сферическими приёмниками, расположенными по периметру надстройки и отстоящими друг от друга на 120° по азимуту. Сигналы с нескольких тысяч приёмников трёх антенн совмещались и подавались на линзу Люнеберга, которая фокусировала сигнал на одном из приёмных элементов, положение которого на поверхности линзы соответствовало положению цели в пространстве.
Тестовая версия радара испытывалась на опытовом судне AVM-1 «Нортон-Саунд» с июня 1964 года по июль 1966 года. Испытания выявили низкую надёжность оборудования, высокие потери мощности в линзе и низкое качество преобразования сферической волны в плоскую (высокий уровень боковых лепестков диаграммы направленности). В дальнейшем разработка радара была прекращена в связи со свёртыванием работ по проекту «Typhon».